# Katrín Júlíusdóttir
Katrín Júlíusdóttir (ur. 23 listopada 1974 w Reykjavíku) – islandzka polityk, jest posłanką do Althing z ramienia Sojuszu od 2003 roku oraz ministrem przemysłu, energii i turystyki od 10 maja 2009 do 23 maja 2013. Obecnie na urlopie macierzyńskim.